# الجامعة البابوية الكاثوليكية في الأرجنتين
الجامعة البابوية الكاثوليكية في الأرجنتين (بالإسبانية: Pontificia Universidad Católica Argentina)، والمعروفة أيضًا باسم الجامعة الكاثوليكية في الأرجنتين (بالإسبانية: Universidad Católica Argentina؛ اختصارًا UCA)، هي جامعة خاصة تقع في الأرجنتين ولها فروع في مدن بوينس آيرس، وسانتا في، وروساريو، وبارانا، ومندوزا، وبيرغامينو. يقع الحرم الرئيسي في بويرتو ماديرو، وهو حي حديث في مدينة بوينس آيرس.
أنشأت الجامعة السابقة (الجامعة الكاثوليكية في بوينس آيرس (1910–1922)) من قبل أساقفة الأرجنتين عام 1910، إلا أن شهاداتها في القانون لم تكن معترفًا بها من قبل الحكومة الأرجنتينية، مما أدى إلى إغلاق المؤسسة في عام 1922.
في عام 1955، أتاح المرسوم رقم 6403 المتعلق بحرية التعليم إنشاء جامعات خاصة مخولة بمنح المؤهلات الأكاديمية. وفي عام 1956، قرر الأساقفة تأسيس الجامعة الكاثوليكية في الأرجنتين، والتي تأسست رسميًا في 7 مارس 1958.
شغل الكاردينال خورخي ماريو بيرغوليو منصب المستشار الأكبر للجامعة بحكم منصبه كرئيس أساقفة أبرشية بوينس آيرس الرومانية الكاثوليكية، عاصمة الأرجنتين، حتى انتخابه عام 2013 بابا للكنيسة الكاثوليكية باسم البابا فرانسيس. وعندما عيّن البابا فرانسيس ماريو أوريليو بولي رئيس أساقفة لبوينس آيرس في وقت لاحق من عام 2013، أصبح بدوره المستشار الأكبر للجامعة بحكم المنصب. وفي مايو 2013، قام البابا فرانسيس بتسمية فيكتور مانويل فرنانديز، رئيس الجامعة (الرتبة الإدارية الثانية بعد المستشار الأكبر)، رئيس أساقفة حامل لقب تيبورنيا.

## الرابط الخارجية
- الموقع الرسمي
- Centro de Estudios de Historia del Antiguo Oriente (CEHAO)